# Насыров, Евгений Габдлбарыевич
Евгений Габдлбарыевич Насыров (род. 7 декабря 1982, Москва) — российский самбист, мастер спорта России международного класса, неоднократный призёр чемпионатов России и международных турниров. Выступал в категориях до 82 и до 90 кг. С 2014 года является тренером сборной команды России (девушки) по самбо.

## Спортивные достижения
- 2005
  - Чемпион мира по самбо среди студентов в категории до 82 кг[1]
- 2008
  - Бронзовый призёр Кубка России по самбо в категории до 82 кг[2]
- 2009
  - Победитель суперкубка мира по самбо «Мемориал А.А. Харлампиева» (этапа Кубка мира) в категории до 82 кг[3]
- 2010
  - Пятое место на чемпионате России по самбо в категории до 82 кг[4]
  - Победитель командного чемпионата России по самбо в составе сборной Москвы в категории до 82 кг[5]
  - Бронзовый призёр Кубка России по самбо в категории до 82 кг[6]
- 2011
  - Бронзовый призёр чемпионата МВД России по самбо в категории до 82 кг[7]
  - Победитель командного чемпионата России по самбо в составе сборной Москвы в категории до 82 кг[8]
  - Победитель турнира по самбо памяти В.И. Панкратова в категории до 90 кг[9]
  - Лидер общего зачёта этапов Кубка мира по самбо в категории до 82 кг по состоянию на октябрь[10]
  - Серебряный призёр Кубка России по самбо в категории до 82 кг[11]